# Aktedrilus curvipenis
Aktedrilus curvipenis är en ringmaskart som beskrevs av Erséus 1980. Aktedrilus curvipenis ingår i släktet Aktedrilus och familjen glattmaskar. Arten är reproducerande i Sverige. Inga underarter finns listade i Catalogue of Life.